# Leo Geyr von Schweppenburg
Leo Dietrich Franz Freiherr Geyr von Schweppenburg (Potsdam, 2 maart 1886 – Irschenhausen, 27 januari 1974) was een Duits generaal tijdens de Tweede Wereldoorlog.

## Biografie
Leo Geyr von Schweppenburg is geboren in Potsdam, op 2 maart 1886. Hij ging bij het Duitse leger in 1904 en werd tijdens de Eerste Wereldoorlog bevorderd tot Ritmeister (kapitein).
Na de oorlog bleef hij in het leger en tussen 1933 en 1937 was hij militair attaché voor Nederland, België en het Verenigd Koninkrijk, woonachtig in Londen.
In 1937 werd Von Schweppenburg bevorderd tot Generalleutnant.
Tijdens de invasie in Normandië, op 6 juni 1944, had Von Schweppenburg het bevel over Panzergruppe West. Hij raakte op 10 juni 1944 gewond toen de RAF zijn hoofdkwartier in La Caine aanviel.
Vanaf 1945 tot 1947 zat Von Schweppenburg in Amerikaanse gevangenschap. Hij overleed op 87-jarige leeftijd

### Familie
Leo Geyr von Schweppenburg trouwde met Anais Krausse. Met haar kreeg hij één dochter, Blanche Freiin Geyr von Schweppenburg.

## Militaire loopbaan
- General der Panzertruppe: 4 juni 1941[3][6]
- General der Kavallerie: 20 april 1940[3]
- Generalleutnant: 1 oktober 1937[3][6]
- Generalmajor: 1 september 1935[3][6]
- Oberst: 1 oktober 1932[3]
- Oberstleutnant: 1 februari 1930[3]
- Major: 1 april 1925[3]
- Rittmeister: 27 januari 1915[3]
- Oberleutnant: 18 april 1913[3]
- Leutnant: 20 oktober 1905[3]
- Fähnrich: 19 oktober 1905[3]
- Fahnenjunker-Gefreiter: 22 augustus 1904[3]

## Decoraties
- Ridderkruis van het IJzeren Kruis op 9 juli 1941 als General der Panzertruppe en Commandant van het XXIV. Armee-Korps (mot)[7][8][9]
- IJzeren Kruis 1914, 1e Klasse en 2e Klasse[8][7]
- Gewondeninsigne 1918 in zwart[8][7]
- Erekruis voor Frontstrijders in de Wereldoorlog[7]
- Dienstonderscheiding van Leger en Marine (Duitsland) voor (25 dienstjaren)[8][7]
- Panzerkampfabzeichen in zilver[3][8]
- Medaille Winterschlacht im Osten 1941/42[8] op 25 augustus 1942[7]
- Herhalingsgesp bij IJzeren Kruis 1939, 1e Klasse (30 september 1939)[7] en 2e Klasse (14 september 1939)[7]
- Friedrich August-Kruis, 1e en 2e Klasse[3][8][7]
- Militaire Orde voor Dapperheid in de Oorlog, 3e Klasse met Oorlogsdecoratie[3][8]
- Militaire Orde voor Dapperheid in de Oorlog, 4e Klasse, 1e graad[3][8]
- Ridderkruis in de Militaire Orde van Verdienste (Württemberg)[3][8][7]

## Publicaties
- Pz Gp. West: Report of the Commander, 1947
- Erinnerungen eines Militarattachés: London 1933–1937 (Stuttgart: Deutsche Verlags-Anstalt, 1949
- Die Verteidigung des Westens (Frankfurt: Verlag Friedrich Rudl, 1952
- Die große Frage (Bernard & Graefe, 1952
- The Critical Years, with foreword by Leslie Hore-Belisha (London: Allan Wingate, 1952